# Kirchenprovinz Berlin
Die Kirchenprovinz Berlin ist eine Kirchenprovinz der römisch-katholischen Kirche in Deutschland.

## Geografie
Die Kirchenprovinz erstreckt sich über große Gebiete im Osten Ostdeutschlands.
Sie umfasst Berlin, Vorpommern, große Teile Sachsens, fast ganz Brandenburg sowie kleinere Teile im Osten Sachsen-Anhalts und Thüringens. Das Erzbistum Berlin bildet flächenmäßig den größten Teil der Kirchenprovinz: es erstreckt sich von der Niederlausitz bis zur Ostseeküste.

## Gliederung
Zur Kirchenprovinz Berlin gehören folgende Bistümer:
- Erzbistum Berlin
- Bistum Görlitz
- Bistum Dresden-Meißen

## Geschichte

### Entwicklung
Da die protestantischen Könige von Preußen keine katholischen Bischöfe in ihrer Hauptstadt duldeten, konnte erst nach der Abschaffung der Monarchie und der Gründung der Weimarer Republik in Berlin ein Bistum gegründet werden. Am 27. Juni 1994 wurde das Bistum Berlin von Papst Johannes Paul II. durch die Apostolische Konstitution Certiori christifidelium zum Erzbistum mit den Suffraganbistümern Dresden-Meißen und Görlitz erhoben. Es ist heute einer der traditionellen Kardinalssitze in Deutschland, neben Köln sowie München und Freising.

### Metropoliten
- Georg Kardinal Sterzinsky (1994–2011)
- Rainer Maria Kardinal Woelki (2011–2014)
- Heiner Koch (seit 2015)